# Гран, Седрик
Седри́к Гран (фр. Cédric Grand, 14 января 1976, Женева, Швейцария) — швейцарский бобслеист, выступавший за сборную Швейцарии с 1997 года по 2010. Участник четырёх зимних Олимпиад, бронзовый призёр Турина, обладатель золотых медалей чемпионатов мира и Европы.

## Биография
Седрик Гран родился 14 января 1976 года в городе Женева. Выступать в бобслее на профессиональном уровне начал в 1997 году и уже через год поехал защищать честь страны на Олимпийские игры в Нагано, где исполнял роль разгоняющего второй национальной команды во главе с пилотом Кристианом Райхом. Добраться до призовых мест им тогда не удалось: четвёртое место в двойках и лишь седьмое в четвёрках.
На Играх 2002 года в Солт-Лейк-Сити Гран разгонял только четырёхместный боб, и вновь их экипажу до призового места не хватило совсем немного — четвёртая позиция. Наиболее успешной для спортсмена стала Олимпиада 2006 года в Турине, в двойке с Иво Рюэггом он приехал восьмым, но зато в зачёте четвёрок смог дотолкать свою команду до третьего места и завоевал тем самым бронзовую медаль. Гран также принимал участие в Играх 2010 года в Ванкувере, где снова оказался вне подиума, заняв четвёртую позицию в двойках и шестую в четвёрках.
Помимо всего прочего, Седрик Гран имеет в послужном списке четыре медали мирового достоинства: две золотые и две серебряные. Кроме того, он дважды становился призёром чемпионатов Европы, в том числе один раз был первым и один раз вторым. Решение об окончании карьеры профессионального спортсмена принял сразу после неудачного выступления на Олимпиаде в 2010 году, в возрасте 34 лет.